# Dinamarca en el Festival de la Canción de Eurovisión
Dinamarca ha competido en el Festival de la Canción de Eurovisión desde 1957 hasta 1966 y desde 1978 hasta el día de hoy con un buen récord y bastantes fanes del concurso en el país. 
En los primeros años, Dinamarca obtuvo casi siempre buenos resultados y su primera victoria en 1963 con la canción «Dansevise». A través de las últimas partes de la década de 1960 y 1970 hasta 1978, Dinamarca no participó en el festival. 
En 1984, 1986, 1987, 1988 y 1989, Dinamarca mantuvo su racha de buenos resultados después del regreso al concurso. Los años noventa fueron más bien malos para el país, que se perdió tres ediciones (1994, 1996, 1998) debido a la suma de malos resultados. Las excepciones se produjeron en 1990, 1995 y 1999.
La segunda victoria danesa fue en el 2000, cuando los Olsen Brothers, que desafiando a los pronósticos (no eran tan jóvenes como el resto de los competidores y solo un dueto masculino había ganado antes) vencieron con «Fly on the Wings of Love». La victoria de los Olsen ha sido la mejor puntuación obtenida por Dinamarca hasta ese momento, 195 puntos.  El festival de 2001 se organizó en su país y además de causar expectación contó con las colaboraciones de Aqua y Safri Duo en las actuaciones intermedias de apertura y durante el periodo de votaciones. Ese año Dinamarca quedó segunda, solo por detrás de Estonia.
Desde entonces los daneses han competido con distinción y recientemente lograron un tercer lugar en la semifinal del 2005 con Jakob Sveistrup y «Talking To You». El mismo año, Copenhague recibió el evento Congratulations, el especial por el 50 aniversario del festival.
Cada año se desarrolla un festival musical llamado Dansk Melodi Grand Prix, cuyo vencedor es el representante en Eurovisión. Tommy Seebach y los Hot Eyes han vencido en tres ocasiones el concurso y representaron tantas veces al país.
En el festival del 2007 Dinamarca apostaba por un travestido denominado DQ, era la primera vez que el país danés apostaba por una canción con unos cánones totalmente distintos a los que generalmente había presentado en el festival, sin embargo no consiguieron pasar a la final, y conseguir un no muy buen resultado en la semifinal ocupando la decimoséptima posición.
Finalmente en el 2008 los daneses apostaron por una canción muy marchosa, estilo años 20 que consiguió una gran aceptación dentro del público, en la semifinal ocupó la tercera posición por detrás de las favoritas Ucrania y Portugal, empatada en puntos con Croacia, sin embargo en la final no fue afortunada quedando en la 15.º posición por detrás de Islandia y Letonia, países nórdicos que en la semifinal quedaron en una peor posición que Dinamarca. Pese a ser una gran canción y un baile muy bueno (el cantante estaba todo el rato bailando) y no conseguir una buena posición en la final, muchos comentaristas al igual que cantantes y demás indicaron que si esa canción se hubiera mandado en los años 1990, posiblemente habría estado en las primeras posiciones del festival, si no hubiera probablemente ganado. 
En 2010 consiguió un meritorio 4.º puesto con la canción «In a moment like this» de Chanée y N'evergreen y en 2011 siguió en el top 5 pero esta vez en un 5.º puesto con el grupo A Friend in London y la canción «New tomorrow». En ambos años, las apuestas favorecían a este país.
La última victoria danesa fue en 2013, con la canción "Only teardrops", interpretada por Emmelie de Forest, con 281 puntos con un margen de 53 puntos respecto a Azerbaiyán, país que terminó en 2.ª posición, siendo el mayor margen y mayor puntuación de Dinamarca de toda la historia del certamen.
En 2014, fue la anfitriona del festival en Copenhague consiguiendo el 9.º puesto con Basim y su «Cliché Love Song» sin pasar por la semifinal.
En 2015, mandaron al grupo Anti Social Media con un tema retro llamado «The way you are», no consiguiendo el pase a la final al quedar en la 13.ª posición con 33 puntos. En 2016, siguieron por segundo año con la temática de las Boy Bands pero este año tuvieron un resultado aún peor, terminando 17.º en su semifinal.
En un total de 25 ocasiones, Dinamarca ha conseguido estar en el TOP-10 en la gran final.

## Participaciones
Leyenda
     Ganador
     Segundo puesto
     Tercer puesto
     Cuarto o quinto puesto (Top 5)
     Último puesto
| Año                            | Sede       | Artista                        | Canción                            | Final              | Pts.               | Semifinal                   | Pts.                        |
| ------------------------------ | ---------- | ------------------------------ | ---------------------------------- | ------------------ | ------------------ | --------------------------- | --------------------------- |
| 1957                           | Fráncfort  | Birthe Wilke y Gustav Winckler | «Skibet skal sejle i nat»          | 3                  | 10                 | No hubo semifinales         | No hubo semifinales         |
| 1958                           | Hilversum  | Raquel Rastenni                | «Jeg rev et blad ud af min dagbog» | 8                  | 3                  | No hubo semifinales         | No hubo semifinales         |
| 1959                           | Cannes     | Birthe Wilke                   | «Uh, jeg ville ønske jeg var dig»  | 5                  | 12                 | No hubo semifinales         | No hubo semifinales         |
| 1960                           | Londres    | Katy Bødtger                   | «Det var en yndig tid»             | 10                 | 4                  | No hubo semifinales         | No hubo semifinales         |
| 1961                           | Cannes     | Dario Campeotto                | «Angelique»                        | 5                  | 12                 | No hubo semifinales         | No hubo semifinales         |
| 1962                           | Luxemburgo | Ellen Winther                  | «Vuggevise»                        | 10                 | 2                  | No hubo semifinales         | No hubo semifinales         |
| 1963                           | Londres    | Grethe y Jørgen Ingmann        | «Dansevise»                        | 1                  | 42                 | No hubo semifinales         | No hubo semifinales         |
| 1964                           | Copenhague | Bjørn Tidmand                  | «Sangen om dig»                    | 9                  | 4                  | No hubo semifinales         | No hubo semifinales         |
| 1965                           | Nápoles    | Birgit Brüel                   | «For din skyld»                    | 7                  | 10                 | No hubo semifinales         | No hubo semifinales         |
| 1966                           | Luxemburgo | Ulla Pia                       | «Stop - mens legen er go'»         | 14                 | 4                  | No hubo semifinales         | No hubo semifinales         |
| No participó entre 1967 y 1977 |            |                                |                                    |                    |                    |                             |                             |
| 1978                           | París      | Mabel                          | «Boom Boom»                        | 16                 | 13                 | No hubo semifinales         | No hubo semifinales         |
| 1979                           | Jerusalén  | Tommy Seebach                  | «Disco Tango»                      | 6                  | 76                 | No hubo semifinales         | No hubo semifinales         |
| 1980                           | La Haya    | Bamses Venner                  | «Tænker altid på dig»              | 14                 | 25                 | No hubo semifinales         | No hubo semifinales         |
| 1981                           | Dublín     | Tommy Seebach y Debbie Cameron | «Krøller eller ej»                 | 11                 | 41                 | No hubo semifinales         | No hubo semifinales         |
| 1982                           | Harrogate  | Brixx                          | «Video, Video»                     | 17                 | 5                  | No hubo semifinales         | No hubo semifinales         |
| 1983                           | Múnich     | Gry Johansen                   | «Kloden drejer»                    | 17                 | 16                 | No hubo semifinales         | No hubo semifinales         |
| 1984                           | Luxemburgo | Hot Eyes                       | «Det' lige det»                    | 4                  | 101                | No hubo semifinales         | No hubo semifinales         |
| 1985                           | Gotemburgo | Hot Eyes                       | «Sku' du spørg' fra no'en?»        | 11                 | 41                 | No hubo semifinales         | No hubo semifinales         |
| 1986                           | Bergen     | Lise Haavik                    | «Du er fuld af løgn»               | 6                  | 77                 | No hubo semifinales         | No hubo semifinales         |
| 1987                           | Bruselas   | Anne Cathrine Herdorf y Bandjo | «En lille melodi»                  | 5                  | 83                 | No hubo semifinales         | No hubo semifinales         |
| 1988                           | Dublín     | Hot Eyes                       | «Ka' du se hva' jeg sa'?»          | 3                  | 92                 | No hubo semifinales         | No hubo semifinales         |
| 1989                           | Lausanne   | Birthe Kjær                    | «Vi maler byen rød»                | 3                  | 111                | No hubo semifinales         | No hubo semifinales         |
| 1990                           | Zagreb     | Lonnie Devantier               | «Hallo Hallo»                      | 8                  | 64                 | No hubo semifinales         | No hubo semifinales         |
| 1991                           | Roma       | Anders Frandsen                | «Lige der hvor hjertet slår»       | 19                 | 8                  | No hubo semifinales         | No hubo semifinales         |
| 1992                           | Malmö      | Lotte Nilsson y Kenny Lübcke   | «Alt det som ingen ser»            | 12                 | 47                 | No hubo semifinales         | No hubo semifinales         |
| 1993                           | Millstreet | Tommy Seebach                  | «Under stjernerne på himlen»       | 22                 | 9                  | Kvalifikacija za Millstreet | Kvalifikacija za Millstreet |
| No participó en 1994           |            |                                |                                    |                    |                    |                             |                             |
| 1995                           | Dublín     | Aud Wilken                     | «Fra Mols til Skagen»              | 5                  | 92                 | No hubo semifinales         | No hubo semifinales         |
| 1996                           | Oslo       | Dorthe Andersen y Martin Loft  | «Kun med dig»                      | No se clasificó    | No se clasificó    | 25                          | 22                          |
| 1997                           | Dublín     | Kølig Kaj                      | «Stemmen i mit liv»                | 16                 | 25                 | No hubo semifinales         | No hubo semifinales         |
| No participó en 1998           |            |                                |                                    |                    |                    |                             |                             |
| 1999                           | Jerusalén  | Michael Teschl y Trine Jepsen  | «This time I mean it»              | 8                  | 71                 | No hubo semifinales         | No hubo semifinales         |
| 2000                           | Estocolmo  | Olsen Brothers                 | «Fly on the wings of love»         | 1                  | 195                | No hubo semifinales         | No hubo semifinales         |
| 2001                           | Copenhague | Rollo & King                   | «Never ever let you go»            | 2                  | 177                | No hubo semifinales         | No hubo semifinales         |
| 2002                           | Tallin     | Malene                         | «Tell me who you are»              | 24                 | 7                  | No hubo semifinales         | No hubo semifinales         |
| No participó en 2003           |            |                                |                                    |                    |                    |                             |                             |
| 2004                           | Estambul   | Tomas Thordarson               | «Shame on you»                     | No se clasificó    | No se clasificó    | 13                          | 56                          |
| 2005                           | Kiev       | Jakob Sveistrup                | «Talking to you»                   | 9                  | 125                | 3                           | 185                         |
| 2006                           | Atenas     | Sidsel Ben Semmane             | «Twist of love»                    | 18                 | 26                 | Top 11 del año anterior     | Top 11 del año anterior     |
| 2007                           | Helsinki   | DQ                             | «Drama Queen»                      | No se clasificó    | No se clasificó    | 19                          | 45                          |
| 2008                           | Belgrado   | Simon Mathew                   | «All night long»                   | 15                 | 60                 | 3                           | 112                         |
| 2009                           | Moscú      | Niels Brinck                   | «Believe again»                    | 13                 | 74                 | 8                           | 69                          |
| 2010                           | Oslo       | Chanée y N'evergreen           | «In a moment like this»            | 4                  | 149                | 5                           | 101                         |
| 2011                           | Düsseldorf | A Friend in London             | «A new tomorrow»                   | 5                  | 134                | 2                           | 135                         |
| 2012                           | Bakú       | Soluna Samay                   | «Should've known better»           | 23                 | 21                 | 9                           | 63                          |
| 2013                           | Malmö      | Emmelie de Forest              | «Only teardrops»                   | 1                  | 281                | 1                           | 167                         |
| 2014                           | Copenhague | Basim                          | «Cliché love song»                 | 10                 | 74                 | País anfitrión              | País anfitrión              |
| 2015                           | Viena      | Anti Social Media              | «The way you are»                  | No se clasificó    | No se clasificó    | 13                          | 33                          |
| 2016                           | Estocolmo  | Lighthouse X                   | «Soldiers of love»                 | No se clasificó    | No se clasificó    | 17                          | 34                          |
| 2017                           | Kiev       | Anja Nissen                    | «Where I am»                       | 20                 | 77                 | 10                          | 101                         |
| 2018                           | Lisboa     | Rasmussen                      | «Higher ground»                    | 9                  | 226                | 5                           | 204                         |
| 2019                           | Tel Aviv   | Leonora                        | «Love is forever»                  | 12                 | 120                | 10                          | 94                          |
| 2020                           | Róterdam   | Ben & Tan                      | «Yes»                              | Festival cancelado | Festival cancelado | Festival cancelado          | Festival cancelado          |
| 2021                           | Róterdam   | Fyr og Flamme                  | «Øve os på hinanden»               | No se clasificó    | No se clasificó    | 11                          | 89                          |
| 2022                           | Turín      | Reddi                          | «The show»                         | No se clasificó    | No se clasificó    | 13                          | 55                          |
| 2023                           | Liverpool  | Reiley                         | «Breaking My Heart»                | No se clasificó    | No se clasificó    | 14                          | 6                           |
| 2024                           | Malmö      | Saba                           | «Sand»                             | No se clasificó    | No se clasificó    | 12                          | 36                          |
| 2025                           | Basilea    | Sissal                         | «Hallucination»                    | 23                 | 47                 | 8                           | 61                          |
| 2026                           | Austria    | TBC                            | TBC                                | TBC                | TBC                | TBC                         | TBC                         |

## Festivales organizados en Dinamarca
Leyenda
     Gala especial de aniversario
| Edición                                                  | Ciudad sede | Localización       | Presentandores                           |
| -------------------------------------------------------- | ----------- | ------------------ | ---------------------------------------- |
| Festival de la Canción de Eurovisión 1964                | Copenhague  | Tivolis Koncertsal | Lotte Wæver                              |
| Festival de la Canción de Eurovisión 2001                | Copenhague  | Parken Stadium     | Natasja Crone Back y Søren Pilmark       |
| Congratulations: 50 years of the Eurovision Song Contest | Copenhague  | Forum Copenhagen   | Katrina Leskanich y Renārs Kaupers       |
| Festival de la Canción de Eurovisión 2014                | Copenhague  | B&W Hallerne       | Lise Rønne, Nikolaj Koppel y Pilou Asbæk |

## Votación de Dinamarca
Hasta 2025, la votación de Dinamarca ha sido:
| Más puntos otorgados solo en la gran final | Más puntos otorgados solo en la gran final | Más puntos otorgados solo en la gran final |
| Pos.                                       | País                                       | Puntos                                     |
| ------------------------------------------ | ------------------------------------------ | ------------------------------------------ |
| 1                                          | Suecia                                     | 428                                        |
| 2                                          | Noruega                                    | 209                                        |
| 3                                          | Alemania                                   | 194                                        |
| 4                                          | Reino Unido                                | 170                                        |
| 5                                          | Suiza                                      | 149                                        |

| Más puntos otorgados en semifinales y final | Más puntos otorgados en semifinales y final | Más puntos otorgados en semifinales y final |
| Pos.                                        | País                                        | Puntos                                      |
| ------------------------------------------- | ------------------------------------------- | ------------------------------------------- |
| 1                                           | Suecia                                      | 528                                         |
| 2                                           | Noruega                                     | 337                                         |
| 3                                           | Islandia                                    | 239                                         |
| 4                                           | Países Bajos                                | 228                                         |
| 5                                           | Suiza                                       | 208                                         |

| Más puntos recibidos solo en la final | Más puntos recibidos solo en la final | Más puntos recibidos solo en la final |
| Pos.                                  | País                                  | Puntos                                |
| ------------------------------------- | ------------------------------------- | ------------------------------------- |
| 1                                     | Noruega                               | 221                                   |
| 2                                     | Suecia                                | 214                                   |
| 3                                     | Islandia                              | 200                                   |
| 4                                     | Reino Unido                           | 145                                   |
| 5                                     | Países Bajos                          | 142                                   |

| Más puntos recibidos en semifinales y final | Más puntos recibidos en semifinales y final | Más puntos recibidos en semifinales y final |
| Pos.                                        | País                                        | Puntos                                      |
| ------------------------------------------- | ------------------------------------------- | ------------------------------------------- |
| 1                                           | Noruega                                     | 324                                         |
| 2                                           | Suecia                                      | 307                                         |
| 3                                           | Islandia                                    | 276                                         |
| 4                                           | Países Bajos                                | 218                                         |
| 5                                           | Irlanda                                     | 200                                         |

## 12 puntos
- Dinamarca ha dado 12 puntos a:

### Final (1975 - 2003)
| Año                            | País                           | Año                  | País                 | Año                                   | País                                  |
| ------------------------------ | ------------------------------ | -------------------- | -------------------- | ------------------------------------- | ------------------------------------- |
| No participó entre 1975 y 1977 | No participó entre 1975 y 1977 | 1986                 | Irlanda              | 1995                                  | Suecia                                |
| 1978                           | España                         | 1987                 | Alemania             | No se clasificó para la final de 1996 | No se clasificó para la final de 1996 |
| 1979                           | Alemania                       | 1988                 | Yugoslavia           | 1997                                  | Reino Unido                           |
| 1980                           | Irlanda                        | 1989                 | Suecia               | No participó en 1998                  | No participó en 1998                  |
| 1981                           | Irlanda                        | 1990                 | Suiza                | 1999                                  | Islandia                              |
| 1982                           | Alemania                       | 1991                 | Suecia               | 2000                                  | Islandia                              |
| 1983                           | Yugoslavia                     | 1992                 | Reino Unido          | 2001                                  | Malta                                 |
| 1984                           | Suecia                         | 1993                 | Francia              | 2002                                  | Malta                                 |
| 1985                           | Noruega                        | No participó en 1994 | No participó en 1994 | No participó en 2003                  | No participó en 2003                  |

| Año  | País                 | Año  | País         |
| ---- | -------------------- | ---- | ------------ |
| 2004 | Bosnia y Herzegovina | 2010 | Suecia       |
| 2005 | Noruega              | 2011 | Suecia       |
| 2006 | Suecia               | 2012 | Rusia        |
| 2007 | Hungría              | 2013 | Rusia        |
| 2008 | Suecia               | 2014 | Países Bajos |
| 2009 | Noruega              | 2015 | Bélgica      |

| Año  | Jurado       | Televoto |
| ---- | ------------ | -------- |
| 2016 | Australia    | Bélgica  |
| 2017 | Noruega      | Bulgaria |
| 2018 | Australia    | Noruega  |
| 2019 | Suecia       | Noruega  |
| 2021 | Suiza        | Islandia |
| 2022 | Países Bajos | Ucrania  |
| 2023 | Sin jurado   | Islandia |
| 2024 | Sin jurado   | Israel   |
| 2025 | Sin jurado   | Israel   |

| Año  | País      | Año  | País     |
| ---- | --------- | ---- | -------- |
| 2004 | Suecia    | 2010 | Alemania |
| 2005 | Noruega   | 2011 | Irlanda  |
| 2006 | Finlandia | 2012 | Suecia   |
| 2007 | Suecia    | 2013 | Noruega  |
| 2008 | Islandia  | 2014 | Suecia   |
| 2009 | Noruega   | 2015 | Suecia   |

| Año  | Jurado   | Televoto  |
| ---- | -------- | --------- |
| 2016 | Ucrania  | Suecia    |
| 2017 | Suecia   | Suecia    |
| 2018 | Alemania | Alemania  |
| 2019 | Suecia   | Noruega   |
| 2021 | Suiza    | Islandia  |
| 2022 | Grecia   | Ucrania   |
| 2023 | Suecia   | Finlandia |
| 2024 | Suiza    | Croacia   |
| 2025 | Letonia  | Suecia    |

## Galería de imágenes
|                                                             |
| Birthe Wilke & Gustav Winckler en Fráncfort del Meno (1957) |

|                                     |
| Raquel Rastenni en Hilversum (1958) |

|                                   |
| Grethe y Jørgen Ingmann en (1963) |

|                       |
| DQ en Helsinki (2007) |

|                                 |
| Simon Mathew en Belgrado (2008) |

|                                     |
| Chanée & N'evergreen en Oslo (2010) |

|                                         |
| A Friend in London en Düsseldorf (2011) |

|                                              |
| Emmelie de Forest, ganadora en Malmö en 2013 |

|                            |
| Basim en Copenhague (2014) |

|                                   |
| Anti Social Media en Viena (2015) |

|                                  |
| Lighthouse X en Estocolmo (2016) |

|                            |
| Anja Nissen en Kiev (2017) |

|                            |
| Rasmussen en Lisboa (2018) |

|                            |
| Leonora en Tel Aviv (2019) |

|                       |
| Reddi en Turín (2022) |

|                            |
| Reiley en Liverpool (2023) |

|                      |
| Saba en Malmö (2024) |

- Datos: Q309170
- Multimedia: Denmark in the Eurovision Song Contest / Q309170